# 巴罗卡斯
巴罗卡斯（葡萄牙語：Barrocas）是巴西巴伊亚州的一个市镇。总面积188.105平方公里，总人口13090人，人口密度69.6人/平方公里。